# Siergiej Gusiew (polityk)
Siergiej Iwanowicz Gusiew, właśc. Jakow Dawidowicz Drabkin (ros. Серге́й Ива́нович Гу́сев (Я́ков Дави́дович Дра́бкин), ur. 1 stycznia?/13 stycznia 1874 w Sapożoku w guberni riazańskiej, zm. 10 czerwca 1933 w Moskwie) – bolszewik, radziecki polityk. W latach 1919–1920 szef Zarządu Rejestracyjnego (Registrupru) – wywiadu Armii Czerwonej.

## Życiorys
Syn żydowskiego nauczyciela, od 1896 studiował w Petersburskim Instytucie Technologicznym, w tym samym roku wstąpił do Związku Walki o Wyzwolenie Klasy Robotniczej, a w 1898 do nowo powstałej SDPRR, delegat na II Zjazd SDPRR, po rozłamie w partii w 1903 związany z frakcją bolszewików. 
Uczestnik rewolucji 1905–1907, od grudnia 1904 do maja 1905 sekretarz petersburskiego, następnie odeskiego komitetu SDPRR, od 10 maja do 25 grudnia 1905 zastępca członka KC SDPRR, od 1906 członek Moskiewskiego Komitetu SDPRR, delegat na IV Zjazd SDPRR w 1906, we wrześniu 1906 aresztowany i uwięziony, wiosną 1909 zbiegł. 
W październiku 1917 sekretarz Piotrogrodzkiego Komitetu Wojskowo-Rewolucyjnego, aktywny uczestnik rewolucji październikowej, między lutym a marcem 1918 sekretarz Komitetu Rewolucyjnej Obrony Piotrogrodu, zarządzający sprawami Komuny Północnej, członek Wojskowej Rady Rewolucyjnej 5 Armii, od 19 września do 10 grudnia 1918 członek Wojskowej Rady Rewolucyjnej 2 Armii Frontu Wschodniego, od 10 grudnia 1918 do 5 czerwca 1919 członek Wojskowej Rady Rewolucyjnej Frontu Wschodniego, od czerwca do grudnia 1919 dowódca Moskiewskiego Sektora Obrony, od 15 czerwca do 4 grudnia 1919 komisarz Sztabu Polowego Wojskowej Rady Rewolucyjnej Republiki. 
Od lipca 1919 do stycznia 1920 był szefem Zarządu Rejestracyjnego (Registrupru) (wywiadu Armii Czerwonej).
Od 11 grudnia 1919 do 16 stycznia 1920 członek Wojskowej Rady Rewolucyjnej Frontu Południowo-Wschodniego, od 16 stycznia do 29 sierpnia 1920 członek Wojskowej Rady Rewolucyjnej Frontu Kaukaskiego, od 5 kwietnia 1920 do 17 kwietnia 1923 zastępca członka KC RKP(b), od 29 sierpnia do 14 października 1920 członek Wojskowej Rady Rewolucyjnej Frontu Południowo-Zachodniego, od 14 października do 10 grudnia 1920 członek Wojskowej Rady Rewolucyjnej Frontu Południowego (przeciw Wranglowi), dowódca Moskiewskiego Sektora Obrony. Od stycznia 1921 do lutego 1922 szef Wydziału Politycznego Wojskowej Rady Rewolucyjnej Republiki, od 18 maja 1921 do 28 sierpnia 1923 członek Wojskowej Rady Rewolucyjnej Republiki/Wojskowej Rady Rewolucyjnej ZSRR, od 29 stycznia 1922 do 8 kwietnia 1924 członek Wojskowej Rady Rewolucyjnej Frontu Zachodniego, 1922 przewodniczący Turkiestańskiego Biura KC RKP(b), od 25 kwietnia 1923 do śmierci członek Centralnej Komisji Kontrolnej RKP(b)/WKP(b), w tym od 26 kwietnia 1923 do 2 grudnia 1927 członek jej Prezydium. 
Od 1923 członek Kolegium Ludowego Komisariatu Inspekcji Robotniczo-Chłopskiej ZSRR, od marca 1926 do marca 1928 kierownik Wydziału Prasy KC RKP(b)/WKP(b), od września 1928 do 1929 zastępca członka Komitetu Wykonawczego Kominternu, od 1928 kierownik Środkowoeuropejskiego Sekretariatu Kominternu, od 1929 do śmierci członek Komitetu Wykonawczego Kominternu, od kwietnia 1931 zastępca członka Prezydium Komitetu Wykonawczego Kominternu.
Pochowany na Cmentarzu przy Murze Kremlowskim.
Odznaczony dwoma Orderami Czerwonego Sztandaru.